# E843号線
E843号線 (E843ごうせん、英: European route E843) はイタリアにあり、バーリ – ターラントを結ぶ、欧州自動車道路のBクラス幹線道路。

## 経路
- イタリア
  - E55号線 – バーリ
  - E90号線 – ターラント